# 鄧青陽

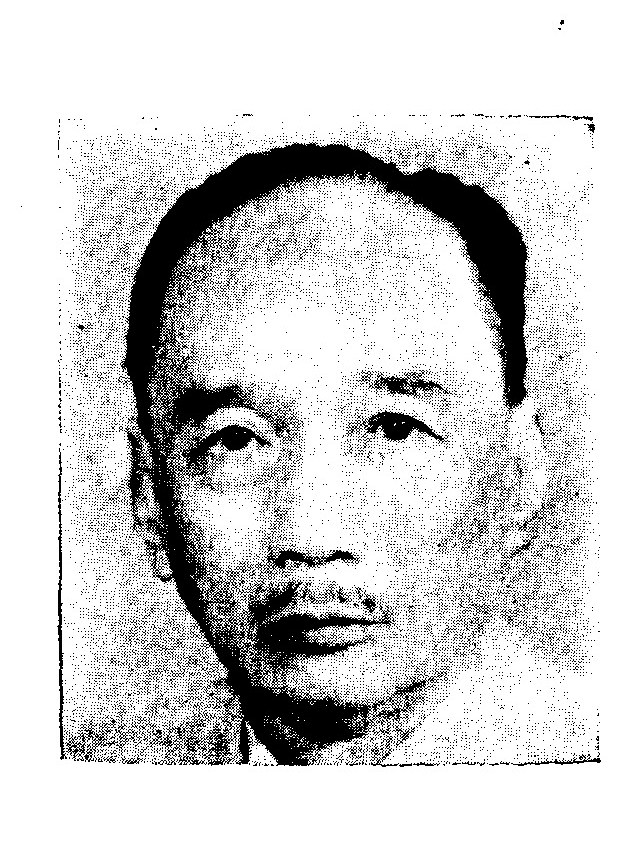

邓青阳（1884年—1960年2月29日），原名宪甫，字秀吉，廣東三水白坭中灶村人。中国民主革命者，中华民国政治人物。

## 生平
他早年留学日本明治大学，毕业获法学士学位，其间加入中国同盟会。1911年，他回到中国。武昌起义爆发后，任北伐军总司令部顾问。后来他被推举为各省都督府代表聯合會广东代表，到南京参加会议，并参加了中华民国临时大总统选举会。北京政府成立后，他在苏州、杭州一带闲游。1913年二次革命失败后，他参与恢复国民党广东省支部。1918年，他到南洋视察党务。1921年他回国任矿务局秘书。1923年，他随孙中山到广东，任中国国民党广东省支部总务科主任。1924年1月，他参加国民党改组会议，不久改任中央监察委员会秘书长等职务。1927年8月，他任南京国民政府司法部参事，不久辞职，任南京市清党委员。1928年，他任中国国民党广东省党部改组委员、中央党部经济委员会副主任委员。1929年3月，他当选中国国民党第三届候补中央监察委员。1931年12月，他当选中国国民党第四届候补中央监察委员。1932年，他任西南政务委员会委员及常务委员，兼特别法庭庭长。1935年11月，他当选为中国国民党第五届候补中央监察委员。1936年，他任国立广东法科学院院长。1937年抗日战争爆发后，他任国民政府军事委员会军风纪第四巡察团中将委员。抗日战争胜利后，他当选立法院立法委员。中华人民共和国成立前夕，他到台湾继续担任立法委员。
1960年2月29日，邓青阳病逝。享年76岁。